# Symphurus minor
Symphurus minor är en fiskart som beskrevs av Ginsburg, 1951. Symphurus minor ingår i släktet Symphurus och familjen Cynoglossidae. Inga underarter finns listade i Catalogue of Life.